# Cyclopenthiazide
Cyclopenthiazide (tên thương mại Navidrex) là một thuốc lợi tiểu thiazide được sử dụng trong điều trị suy tim và tăng huyết áp.

## Tổng hợp

Tổng hợp Cyclopenthiazide:

## Chống chỉ định
Thuốc lợi tiểu thiazide làm tăng bài tiết các ion natri và kali và giảm bài tiết các ion calci và axit uric để chống chỉ định ở những bệnh nhân bị hạ natri máu, hạ kali máu, tăng calci máu và tăng axit uric máu. Thuốc cũng chống chỉ định ở những bệnh nhân mắc bệnh Addison.